# Tarsomys
Tarsomys — рід гризунів з родини мишевих, що зустрічається виключно на острові Мінданао, Філіппіни. Він містить такі види:
- Tarsomys apoensis
- Tarsomys echinatus

## Морфологічна характеристика
Ці пацюки мають довжину голови й тулуба від 14 до 18 сантиметрів, а хвіст завдовжки від 12 до 16 сантиметрів. Їхня спина коричнева, а живіт світло-коричневого чи світло-сірого кольору. Вуха густо шерстисті, задні лапи довгі й тонкі, лапи мають довгі міцні кігті.

## Середовище проживання
Середовище їхнього проживання — ліси, як у низинах, так і на висотах до 2300 метрів над рівнем моря.